# Эспехо-Айка, Эльвира
Эльвира Эспехо-Айка (1981 г.р.) — боливийская художница и поэтесса из народов аймара и кечуа, в 2013—2020 годах директор Национального музея этнографии и фольклора в Ла-Пасе. В 2020 году она стала одним из лауреатов медали Гёте за улучшение культурного обмена. Она говорит на языках аймара (это её родной язык) и кечуа.

## Биография
Айка родился в боливийском департаменте Оруро в 1981 году. Она выросла в общине коренных народов в провинции Авароа. Ее не только поощряли иметь амбиции и покинуть свою айллу (деревенскую общину, чтобы узнать больше) по имени Какачака, но она всегда помнила о своей собственной культуре. Она пошла в среднюю школу в Чаллапате, где ее увлекло рисование. Она получила высшее образование в Ла-Пасе, где училась в Academia Nacional de Bellas Artes Hernando Siles.
Она продолжала изучать языки, не имеющие письменности. Эльвира говорит на языках аймара и кечуа. Сначала она хотела стать художницей, но после того, как она услышала японское хайку, она начала писать стихи.
В 2006 году она опубликовала стих awutuq parla и сборник стихов Phaqar kirki-t́ikha takiy takiy — Canto a las Flores. За последний она в следующем году была удостоена звания «лучшего международного поэта» на Всемирном Венесуэльском фестивале поэзии.
В 2013 году она стала директором Национального музея этнографии и фольклора в Ла-Пасе. В июне 2020 года она была уволена временным правительством Боливии, несмотря на международный протест.
В 2020 году она была награждена медалью Гёте вместе с английским писателем Яном Макьюэном и Зукисвой Ваннер. Айджа получила премию за межкультурный обмен между Европой и Южной Америкой, который она поощряет. Немецкая комиссия, вручившая медаль, назвала ее «настоящим строителем мостов».